# Sentiero del Viandante

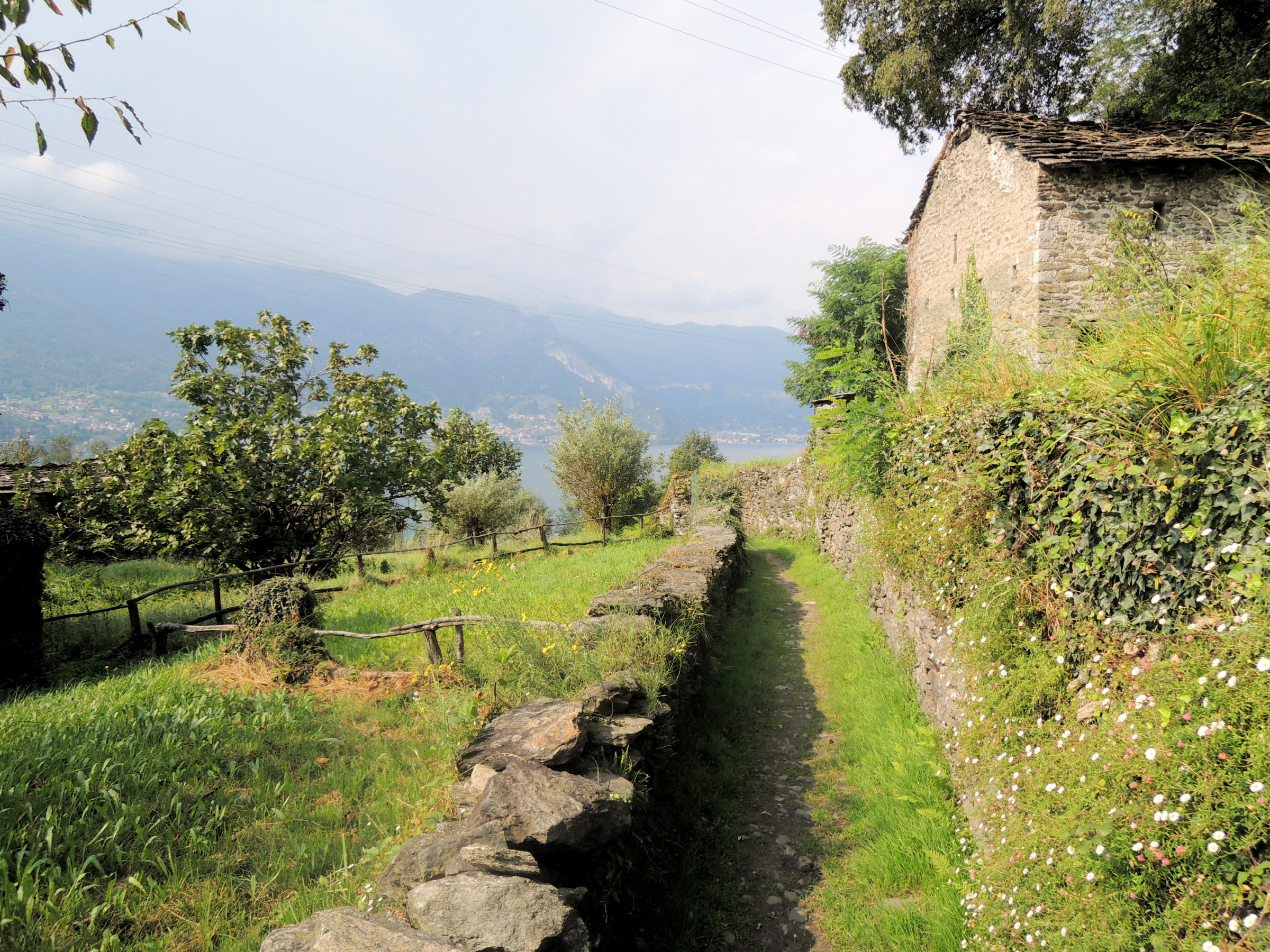
Sentiero del Viandante by Dervio

Het Sentiero del Viandante ("pad van de reiziger") is een wandelpad langs de oostelijke oever van het Comomeer in Italië en passeert verschillende dorpen. Het pad vormde oorspronkelijk een route tussen Milaan en Zwitserland. Er is nooit sprake geweest van een gecoördineerde aanleg: de route bestond uit losse weggetjes die op elkaar aansloten en vaak onder verschillende namen bekend stonden.
De historie van de Sentiero del Viandante gaat mogelijk terug tot in de Romeinse tijd, maar er is in feite weinig bekend over de ouderdom van de route. Meldingen uit de 14e eeuw spreken van een openbare weg langs de kust. Ook zou de weg voldoen aan de 14e-eeuwse regelgeving voor openbare wegen, zoals de breedte van de weg, de bermafscheiding met bomen en muurtjes, en het wegdek. In 1622 was er een melding over de Strada del Carro. In de 18e eeuw stond de route ook wel bekend als de Via Regia of Via Ducale. In de Napoleontische tijd vonden diverse verbeteringen plaats, hetgeen zorgde voor de naam Strada Napoleona.
Het geringe aantal verwijzingen naar de weg door de eeuwen heen heeft vooral te maken met de concurrentie van het water: de meeste reizigers maakten liever gebruik van de gerieflijker vaarroutes over het meer.
In 1832 werd de Strada Militare per lo Stelvio aangelegd. Door deze concurrentie raakte de Sentiero del Viandante min of meer in de vergetelheid.

## Route
Het pad bestaat uit verschillende etappes:
- Abbadia Lariana naar Lierna
- Lierna naar Varenna: deze etappe passeert oude dorpen en biedt uitzicht over het Comomeer;
- Varenna naar Dervio: gaat door olijf- en wijngaarden;[4]
- Dervio naar Colico: laatste etappe, eindigend met vergezichten over Colico en Pian di Spagna.

Langs de route kunnen wandelaars verschillende bezienswaardigheden bezoeken, waaronder:
- Castello di Vezio
- Villa Monastero
- Orrido di Bellano

## Galerij

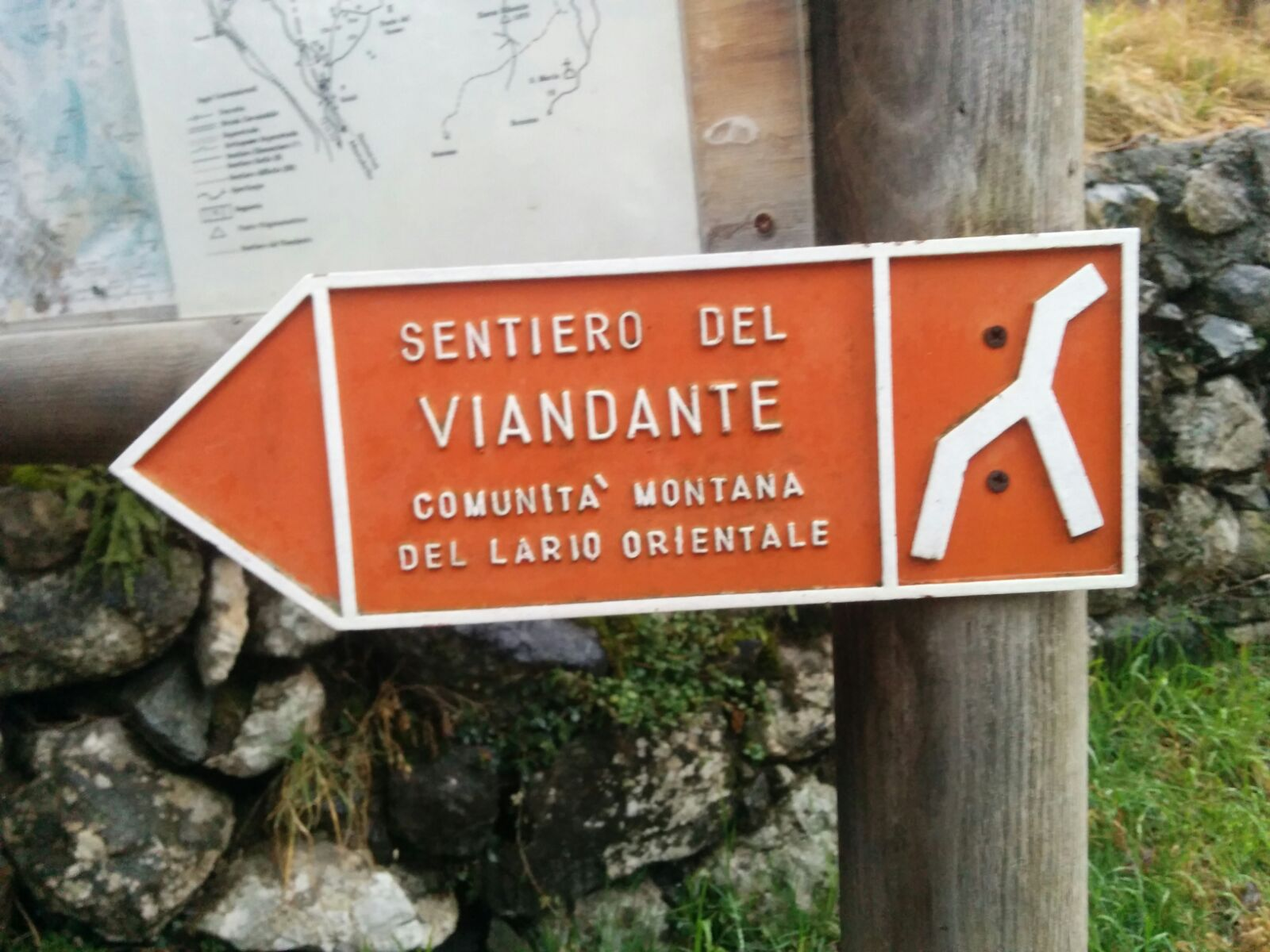
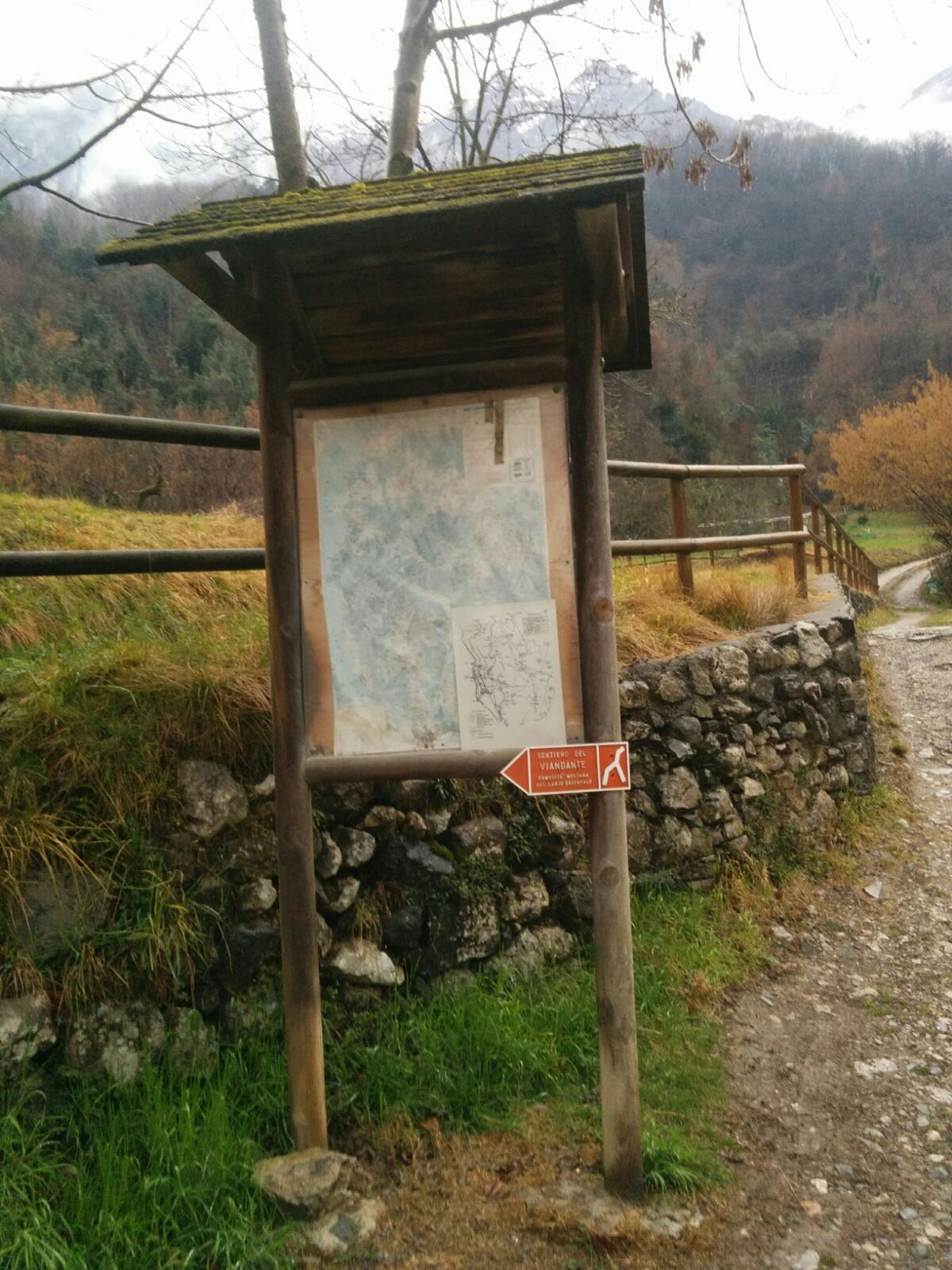
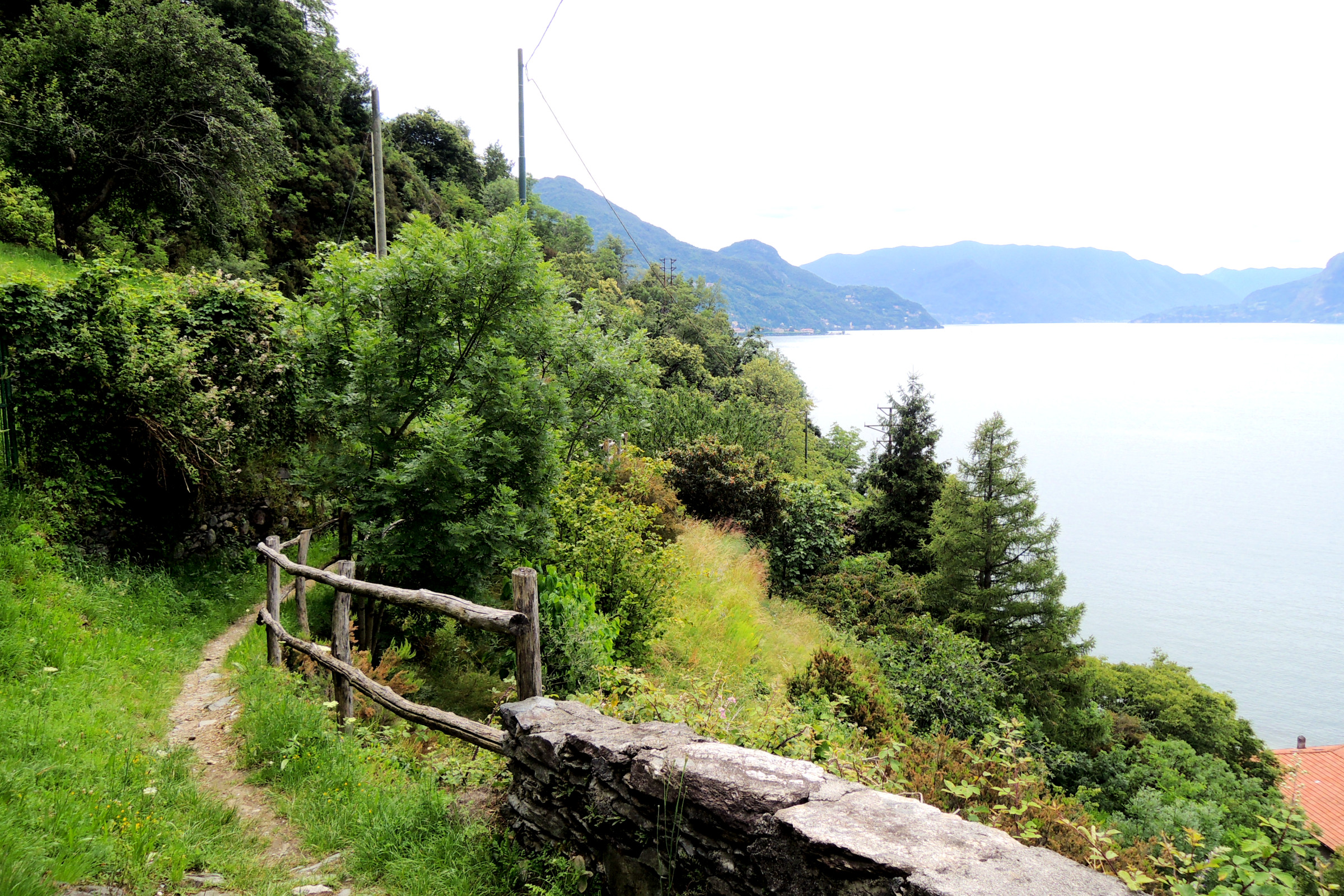
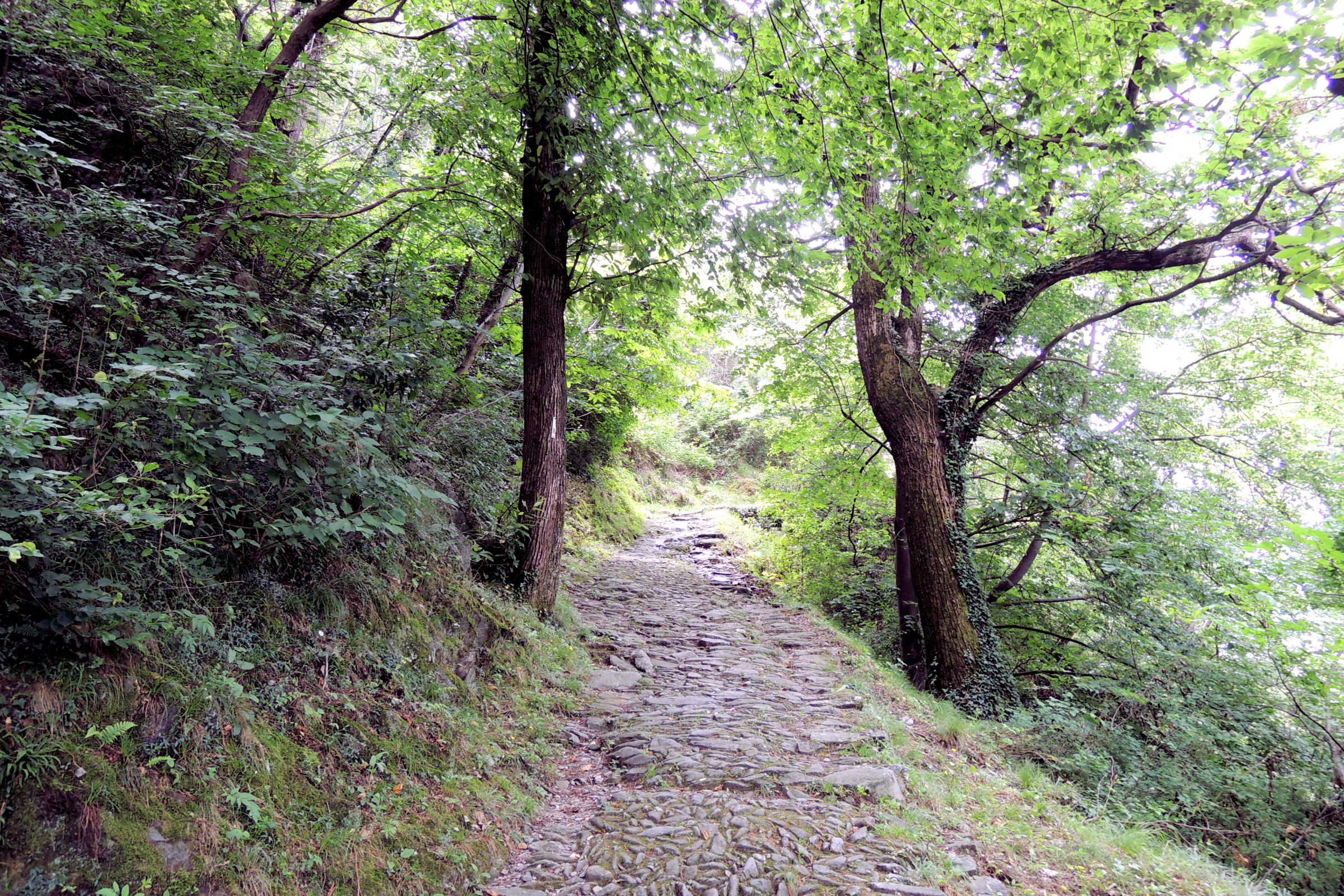